# Nadia Guimendego
Nadia Matchiko Guimendego, née le 27 avril 1997 en France, est une judokate franco-centrafricaine, participant aux compétitions internationales sous les couleurs centrafricaines.

## Carrière
Nadia Guimendego commence à pratiquer le judo à l'âge de 4 ans.
Elle évolue au pôle espoir du Pays de la Loire puis au pôle France Orléans.
En octobre 2013, elle subit une rupture du ligament croisé antérieur. Revenue en juillet 2014, elle est à nouveau victime d'une rupture du même ligament en octobre 2014, et ne reprend la compétition qu'en novembre 2015 avec le Dojo nantais.
Française de naissance, elle participe aux compétitions internationales sous les couleurs du pays de ses parents, la République centrafricaine. Elle remporte la médaille de bronze de l'Open de Dakar  dans la catégorie des moins de 63 kg en 2012.
En 2023, elle remporte l'Open de Tunis dans la catégorie des moins de 63 kg ainsi que la médaille d'argent de l'Open d'Alger dans la même catégorie. Elle dispute les Championnats du monde à Doha où elle est éliminée dès le premier tour dans la catégorie des moins de 63 kg. Aux Championnats d'Afrique à Casablanca, elle remporte la médaille de bronze dans la catégorie des moins de 63 kg. La même année, elle est médaillée d'argent à l'Open de Montréal dans la même catégorie, battue par la Canadienne Isabelle Harris (es) en finale.
Elle remporte la médaille de bronze dans la catégorie des moins de 63 kg aux Jeux africains de 2023 à Accra puis la médaille d'argent dans la même catégorie aux championnats d'Afrique 2024.
Elle est nommée porte-drapeau de la République centrafricaine aux Jeux olympiques d'été de 2024 à Paris.